# Tajuplný ostrov
Tajuplný ostrov (1875, L'île mystérieuse) je jeden z nejznámějších románů francouzského spisovatele Julesa Verna z jeho cyklu Podivuhodné cesty (Les Voyages extraordinaires). Tvoří závěrečný díl volné trilogie, do které ještě patří Děti kapitána Granta (1867–1868, Les enfants du capitaine Grant) a Dvacet tisíc mil pod mořem (1869–1870, Vingt mille lieues sous les mers). S předcházejícím díly je spjat některými postavami a částečně i místem děje. Mezi jednotlivými díly však panuje časový nesoulad (viz níže).

## Děj románu

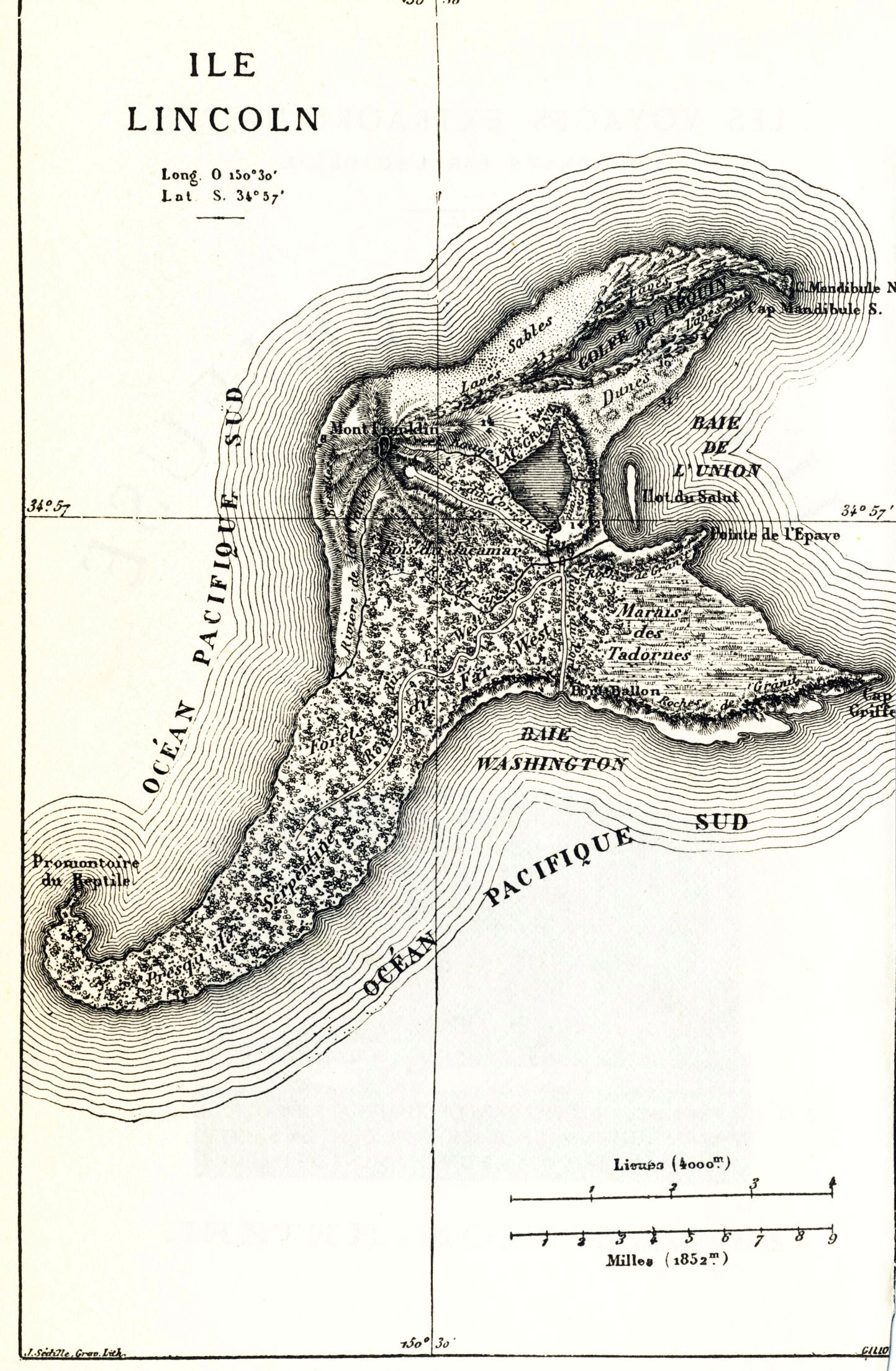
Mapa Lincolnova ostrova

Za americké občanské války „Severu proti Jihu“ uprchne balónem z jižanského zajetí skupina pěti seveřanů vedená Cyrusem Smithem. Jejich balón je větrnou smrští zahnán nad moře, kde je zničen; uprchlíci se zachrání na pustém ostrově v jižním Tichém oceánu, 2 000 km od nejbližšího obydleného místa, ostrovů Polynésie. Na počest amerického prezidenta a bojovníka proti otrokářství Abrahama Lincolna jej nazvou Lincolnův ostrov.
Po zajištění holého života využijí trosečníci všech svých vědeckých a technických znalostí a přírodních podmínek ostrova k vybudování pohodlného sídla. Ve skupině trosečníků jsou zastoupena různá povolání (inženýr, lodní tesař, novinář, přírodopisec), je tu vedle nedospělého chlapce také černoch a později dokonce i bývalý trestanec Ayrton (postava z Vernova románu Děti kapitána Granta), kterého trosečníci našli na blízkém ostrově Tabor. Ti všichni spojí síly, aby přemohli svízele svého postavení a ovládli přírodu ve svůj prospěch. Verne tím oslavuje lidskou solidaritu, sílu kolektivu a přátelství mezi lidmi.
S románem Dvacet tisíc mil pod mořem spojuje knihu Tajuplný ostrov postava umírajícího kapitána Nema, jehož ponorka Nautilus má na ostrově základnu. Tím se z klasické „robinzonády“ stal vědeckofantastický román. Kapitán Nemo nejprve tajně trosečníkům pomáhá a torpédem zlikviduje loď pirátů, nemůže však odvrátit sopečnou katastrofu, jež ostrovu přináší zkázu. Po objevení Nemo trosečníky seznámí se svou minulostí: Je indický kníže Dakkar, který byl duší povstání sipáhijů v roce 1857. Po rozdrcení povstání s dvaceti nejvěrnějšími vybudoval Nautilus a přijal jméno Nemo (latinsky nikdo). Muži postupně umírali. Osamělý Nemo se uchýlil do jednoho z přístavů, jež tajně vybudoval, a šest let v něm pobýval, dokud se nesetkal s Cyrusem Smithem a jeho přáteli. Nakonec požádá trosečníky, aby po jeho smrti Nautilus potopili otevřením kohoutů, které umožňují naplnit ho vodou.
Brzy po potopení Nautilu je ostrov zničen výbuchem sopky. Trosečníci se zachrání na jeho posledním skalisku, které ještě vyčnívá nad vodou, a před smrtí hladem a žízní je zachrání jachta Duncan, připlouvající pro Ayrtona.

## Filmové adaptace
Román byl několikrát zfilmován:
- Tajuplný ostrov (The Mysterious Island), 1929, USA, režie Lucien Hubbard, Benjamin Christensen a Maurice Tourneur, němý film
- Tajuplný ostrov (Таинственный остров), 1941, SSSR, režie Eduard Pentslin
- Tajuplný ostrov (The Mysterious Island), 1961, USA, režie Cyril Endfield, v roli kapitána Nema Herbert Lom
- L'île mystérieuse / La Isla misteriosa y el capitán Nemo, 1973, Francie a Španělsko, režie Henri Colpi a Juan Antonio Bardem, v roli kapitána Nema Omar Sharif
- Tajuplný ostrov (The Mysterious Island), 1995, Kanada a Nový Zéland, televizní seriál
- Tajuplný ostrov (L'île mystérieuse), 2001, Francie, režie Claude Allix, animovaný film
- Tajuplný ostrov (The Mysterious Island), 2005, Austrálie a USA, režie Russell Mulcahy, v roli kapitána Nema Patrick Stewart, televizní seriál
- Tajuplný ostrov (The Mysterious Island), 2010, USA, režie Mark Sheppard
- Cesta 2: Tajuplný ostrov (Journey 2: The Mysterious Island), 2012, USA, režie Brad Peyton, pokračování filmu Cesta do středu Země (Journey to the Center of the Earth, 2008), 3D film

## Divadelní adaptace
- Románem Tajuplný ostrov se inspirovalo představení pražské Laterny magiky Podivuhodné cesty Julese Verna (2015)[1]

## Ilustrace
Knihu Tajuplný ostrov poprvé ilustroval Jules Férat.

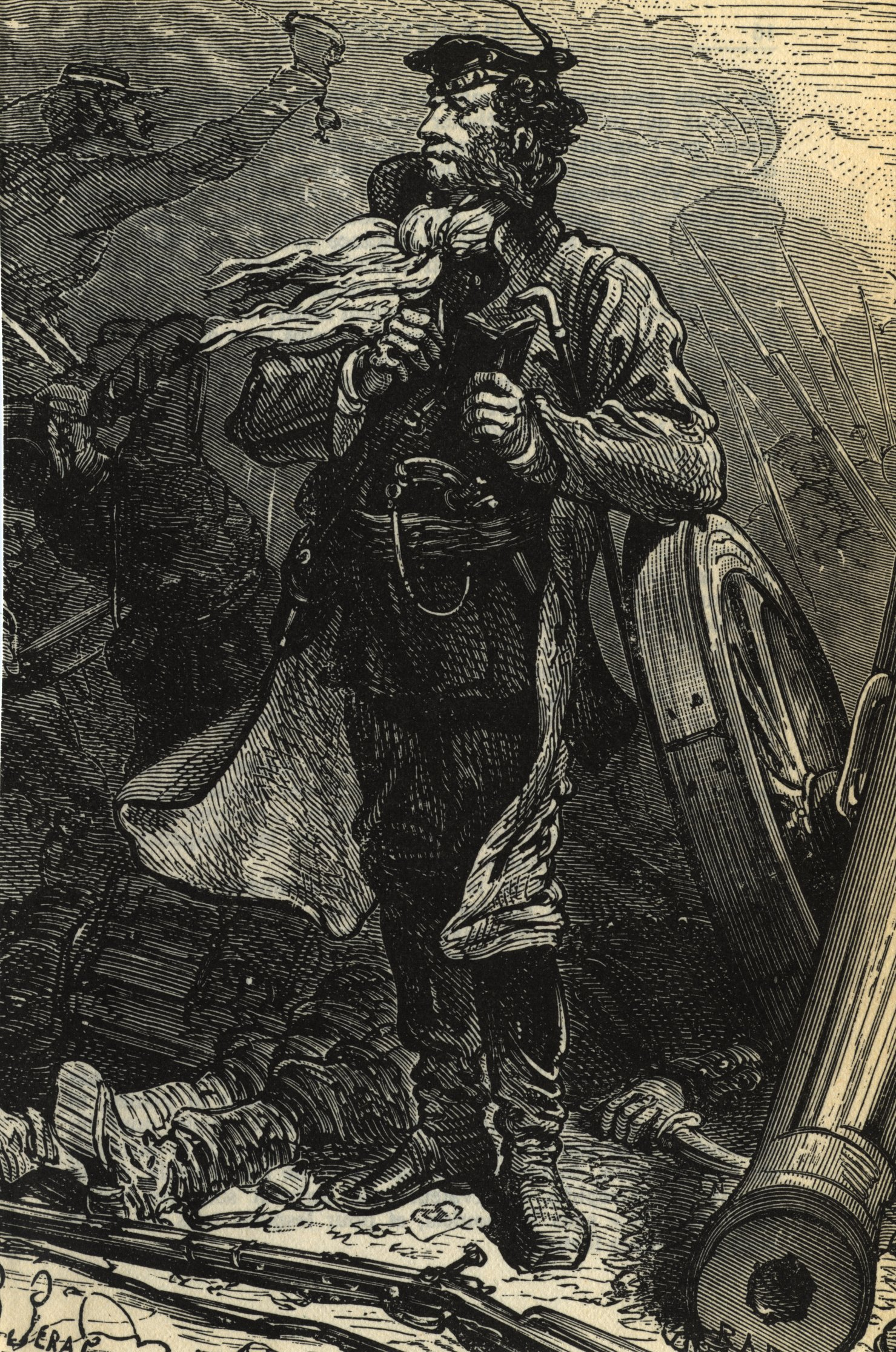
Gedeon Spilett.
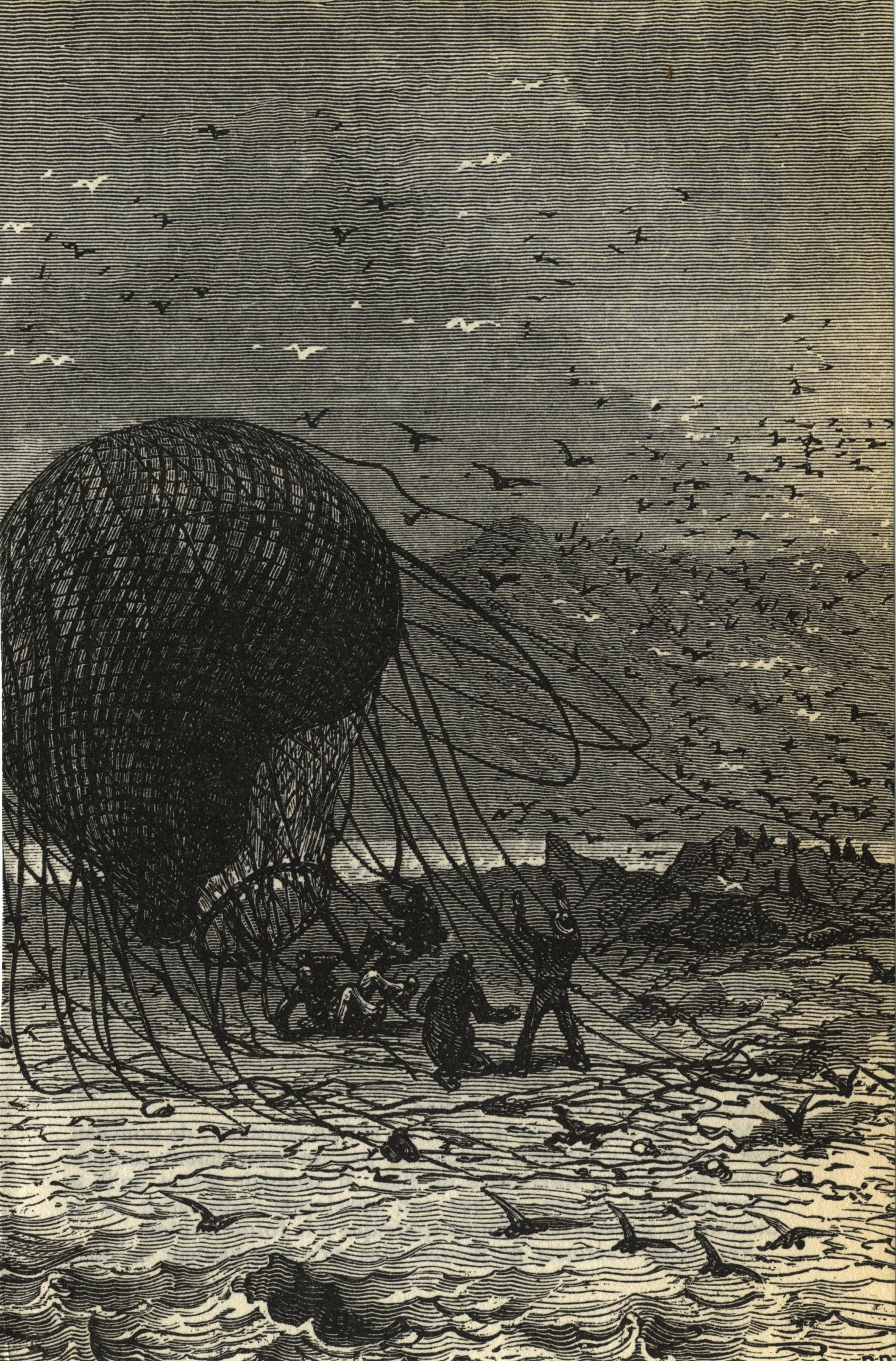
Přistání trosečníků na Lincolnově ostrově.
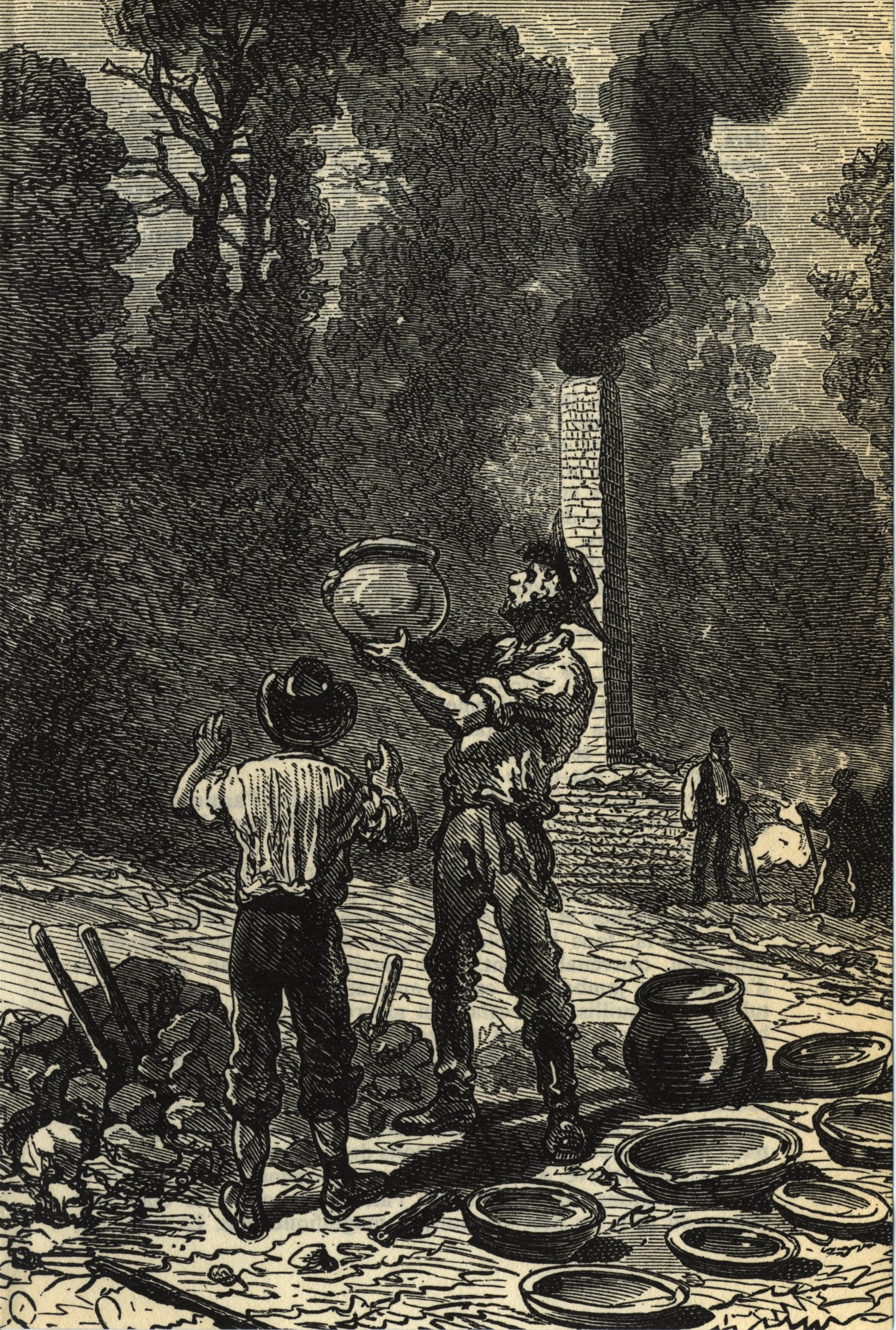
Život trosečníků na Lincolnově ostrově.
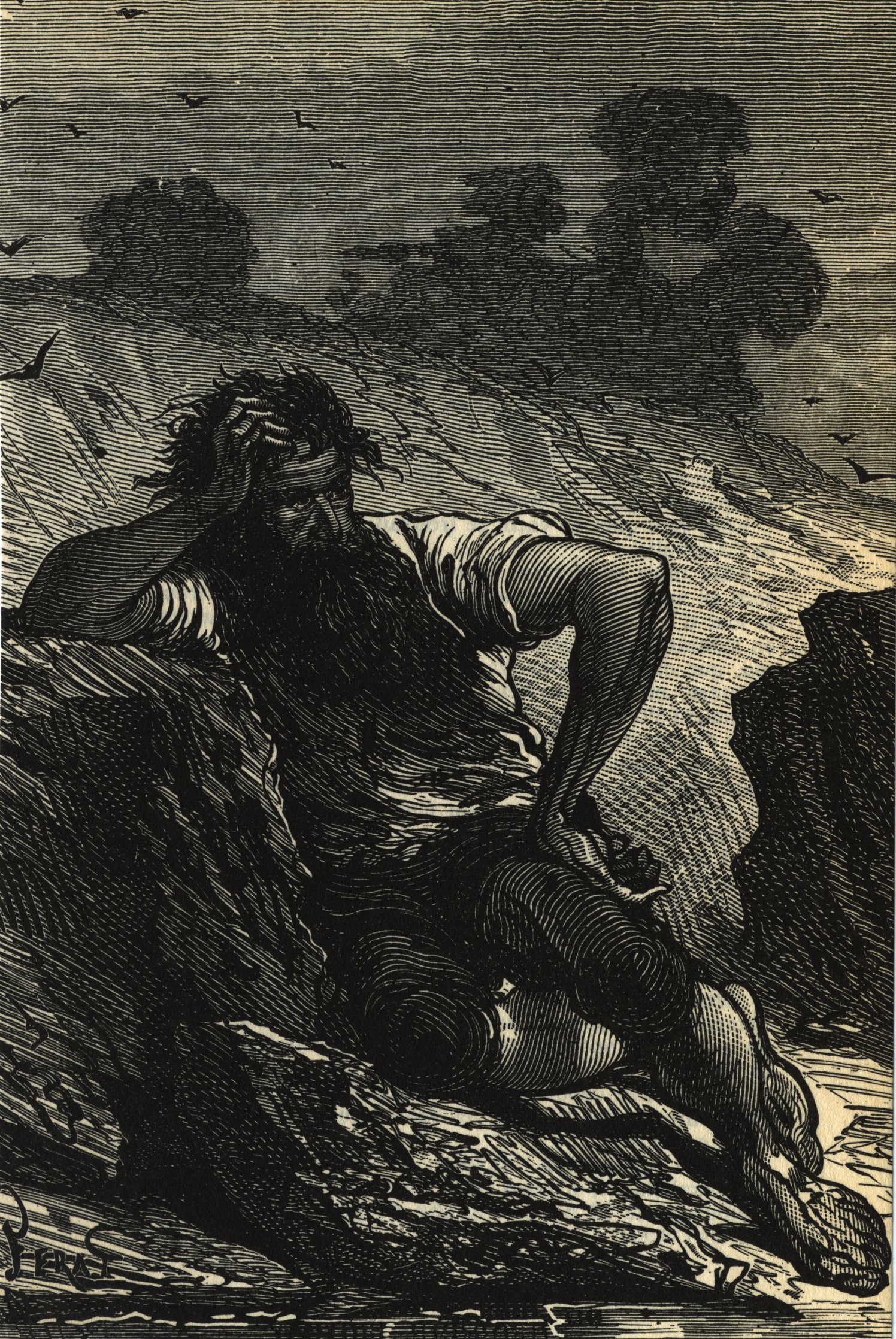
Ayrton z románu Děti kapitána Granta.
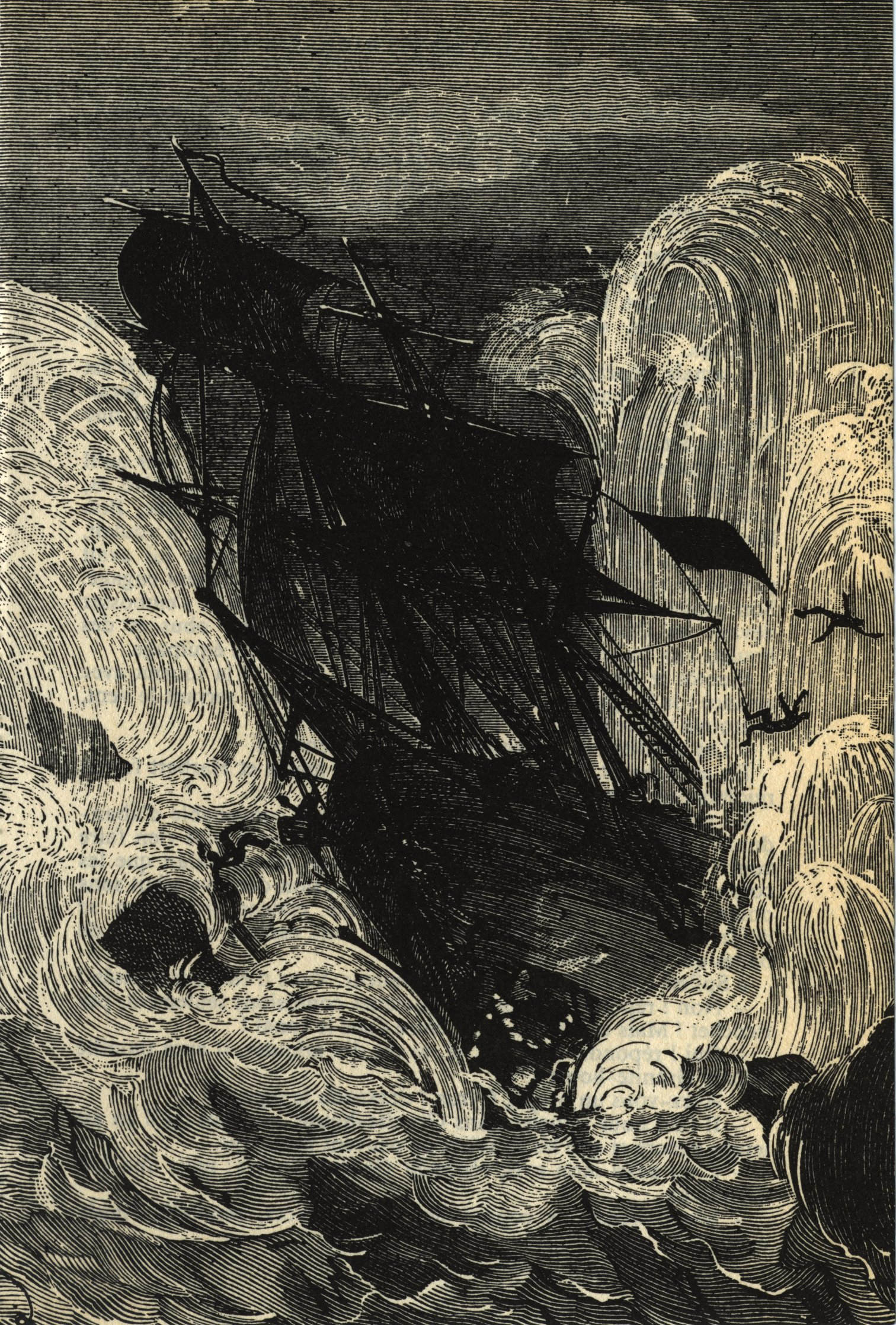
Zničení lodi pirátů torpédem z Nautilu
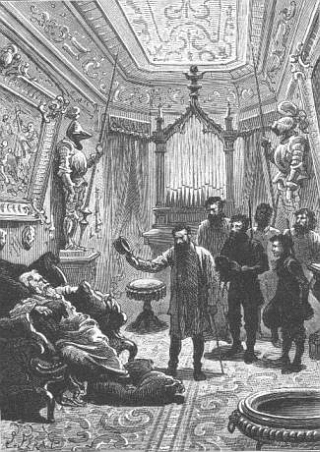
Salon kapitána Nema v ponorce Nautilus.
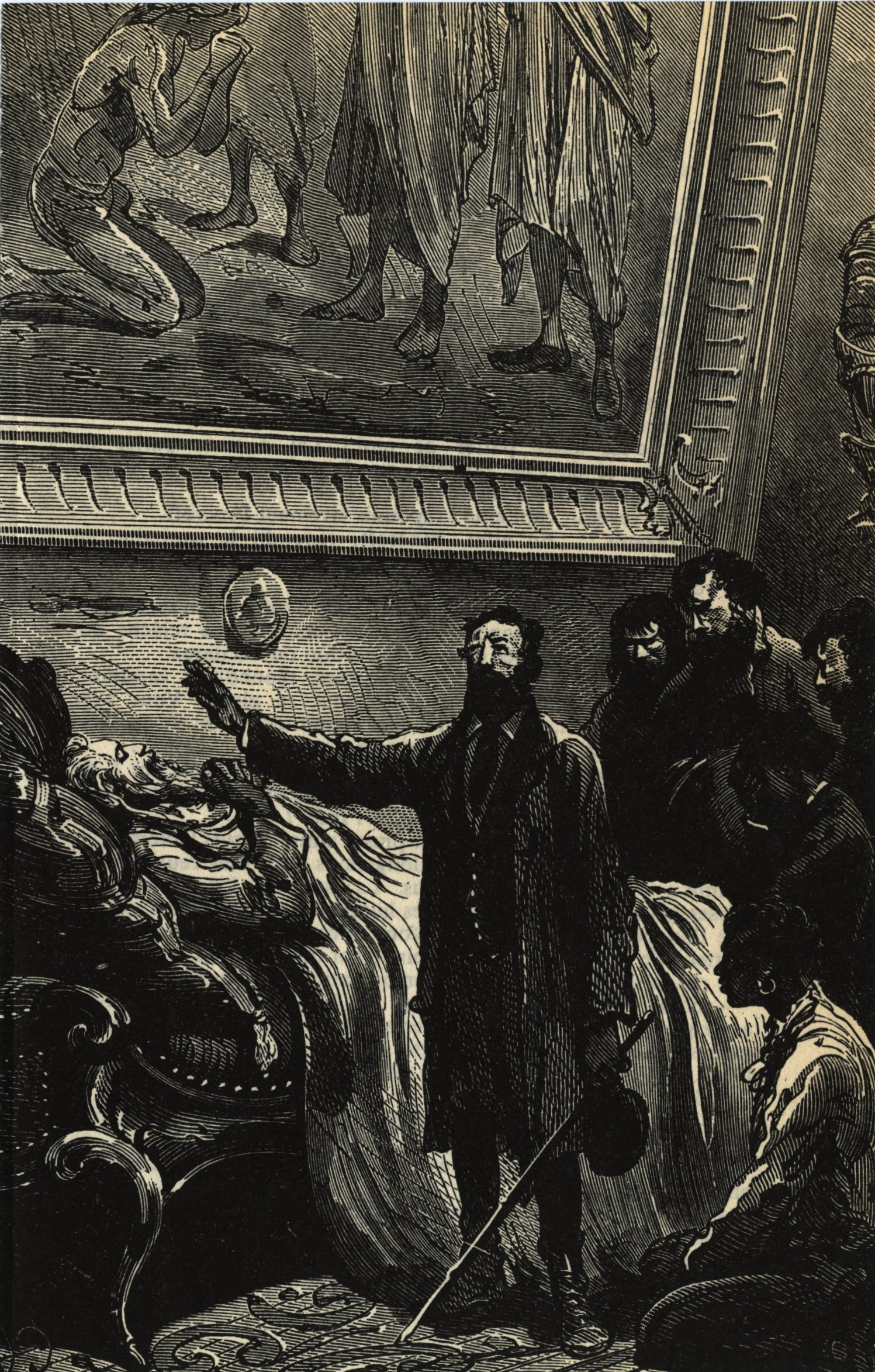
Smrt kapitána Nema.
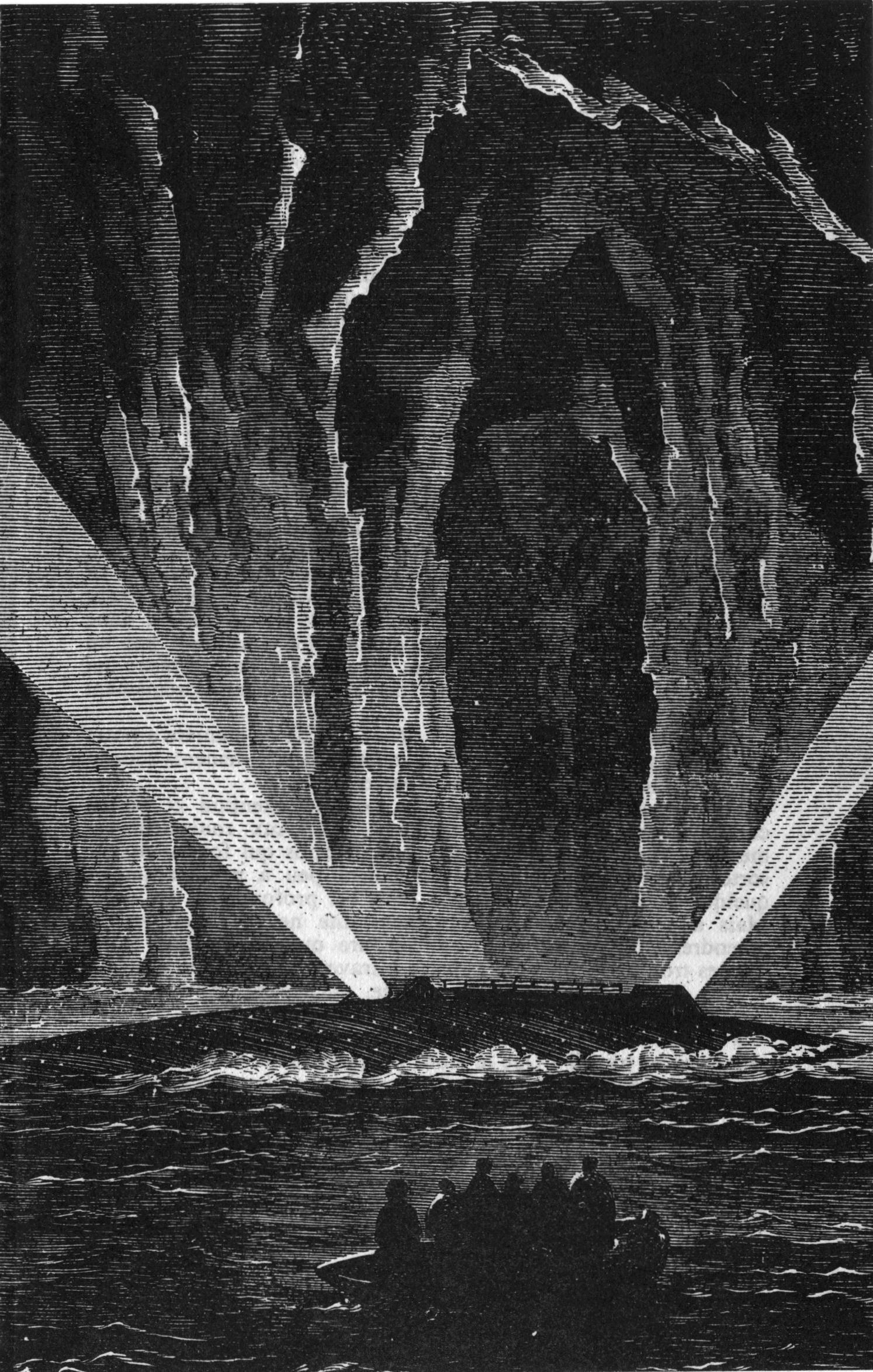
Potopení Nautilu.
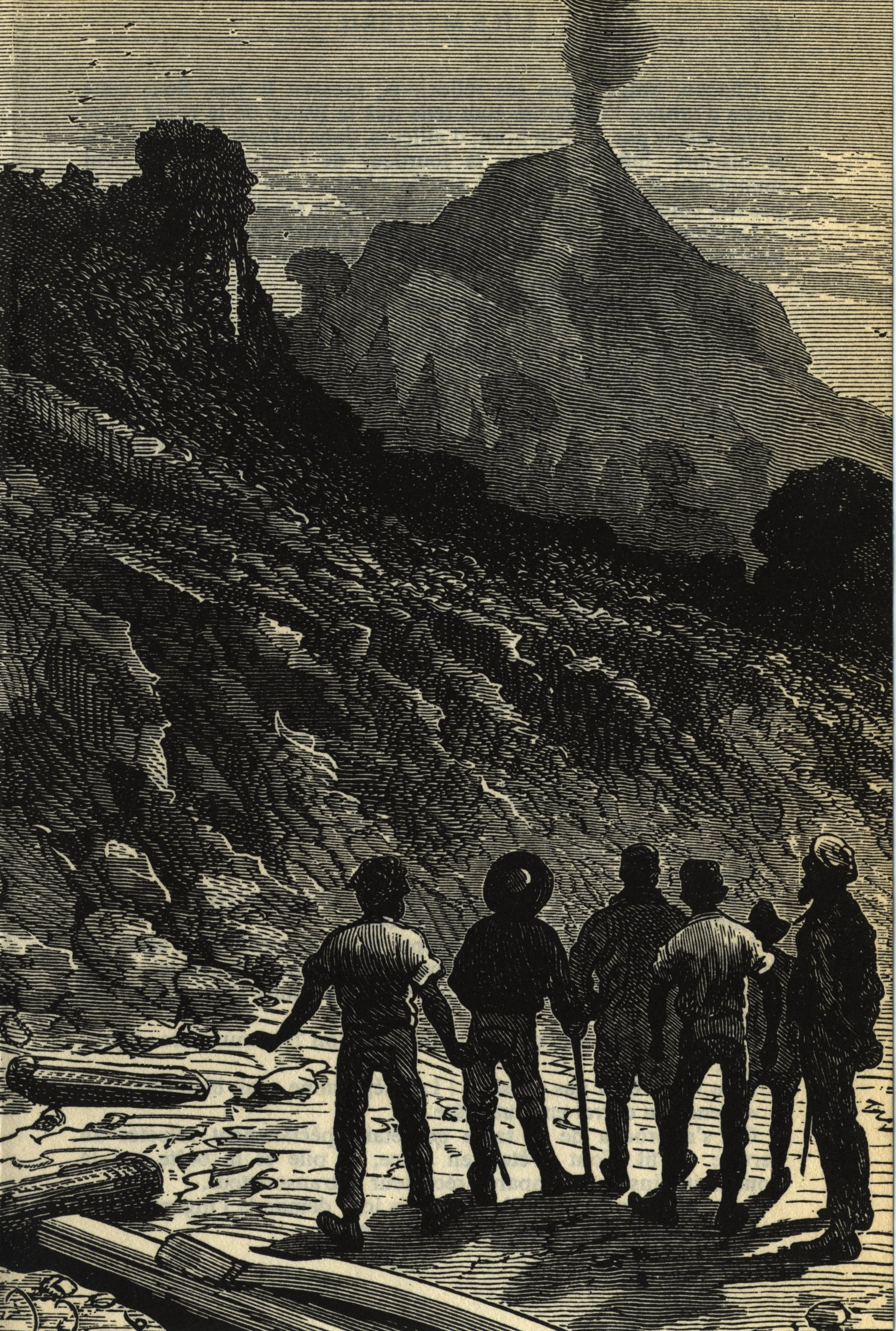
Sopka na Lincolnově ostrově
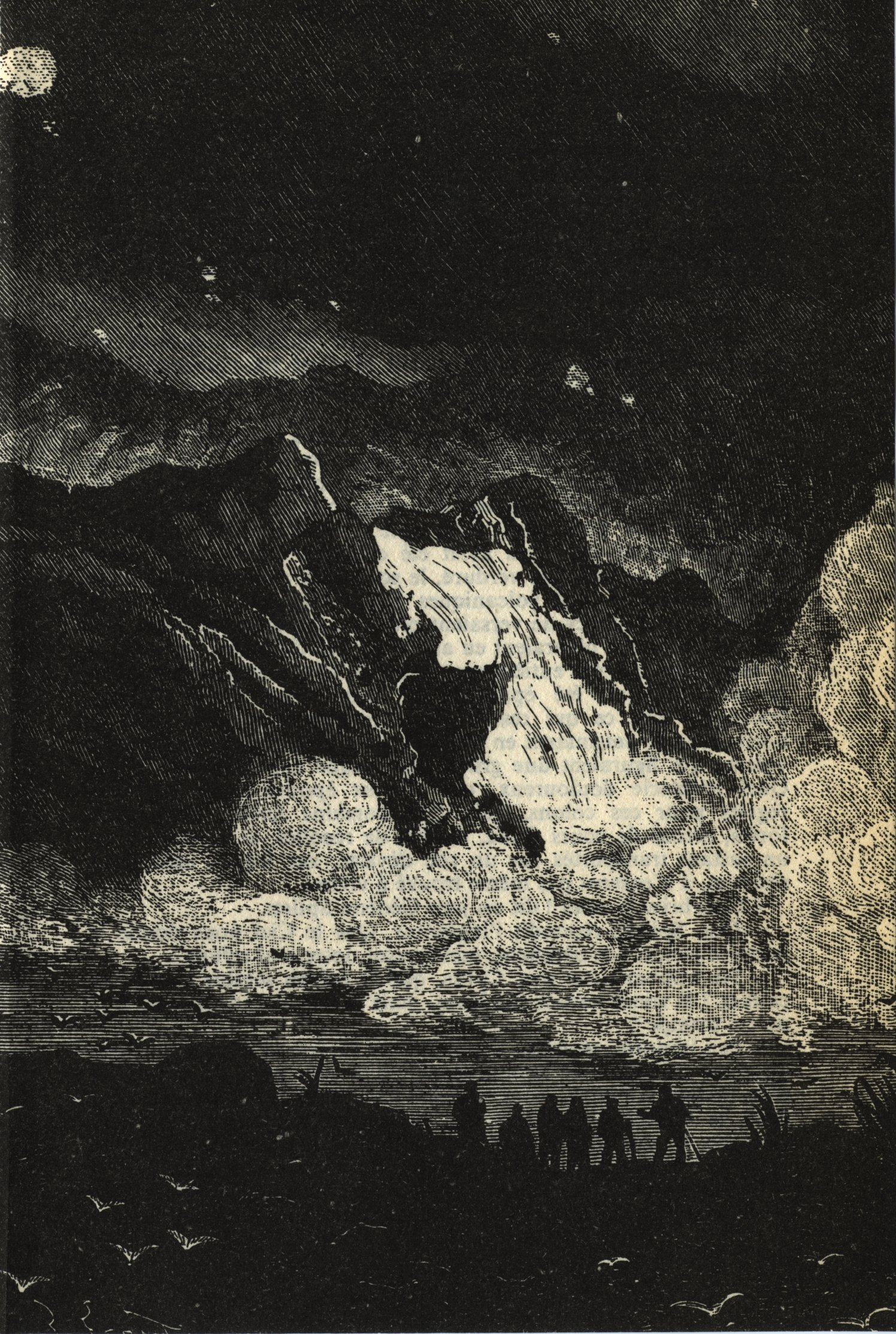
Výbuch sopky na Lincolnově ostrově.

Česká vydání v 60. až 80. letech 20. století proslavilo nakladatelství SNDK (Albatros) v grafické úpravě Jiřího Blažka.

## Časový nesoulad mezi jednotlivými díly trilogie
Mezi jednotlivými díly trilogie panuje časový nesoulad. Děti kapitána Granta se odehrávají v letech 1864 až 1865. Na konci příběhu, v březnu roku 1865, je Ayrton vysazen na ostrově Tabor. V Tajuplném ostrově se děj příběhu odehrává mezi lety 1865 až 1869; Cyrus Smith se svými přáteli nalézá Ayrtona v prosinci roku 1866, přičemž Ayrton prohlašuje, že byl na ostrov vysazen před dvanácti lety, tj. v roce 1854, deset let před datem zmíněným v Dětech kapitána Granta. V Tajuplném ostrově sděluje Cyrus Smith roku 1869 Nemovi, že ho zná z Aronnaxovy knihy, kterou napsal o své podmořské cestě na palubě Nautila, a Nemo tvrdí, že je to již šestnáct let, co Aronnax z ponorky uprchl. Ale Dvacet tisíc mil pod mořem se odehrává v roce 1866 a ne v roce 1853. V Tajuplném ostrově se dále dozvídáme, že kníže Dakkar přijal jméno Nemo po porážce povstání, které se odehrálo v roce 1857, a zemřel údajně po třiceti letech, což by znamenalo rok 1887 a ne 1869.
Už Jules Verne i jeho vydavatel Pierre-Jules Hetzel si těchto časových paradoxů byli vědomi. Verne je nakonec vyřešil poznámkou v Tajuplném ostrově, že s ohledem na nejrůznější okolnosti nemohl uvést skutečná data.

## Česká vydání
- Tajemný ostrov, Jan Otto, Praha 1878, přeložil František Brábek, tři svazky, znovu 1896 a 1905. Dostupné online.
- Tajůplný ostrov, Josef R. Vilímek, Praha 1897, přeložil A. Koudelka, znovu 1912
- Tajemný ostrov, Bedřich Kočí, Praha 1906, přeložil Gustav Žďárský, tři svazky (1. Trosečníci, 2. Opuštěný, 3. Tajemství ostrova), znovu 1911 a 1922.
- Tajuplný ostrov, Josef R. Vilímek, Praha 1923, přeložil A. Koudelka, znovu 1929 a 1935.
- Tajuplný ostrov, Josef R. Vilímek, Praha 1939, přeložil Zdeněk Hobzík, znovu 1948 a 1949.
- Tajuplný ostrov, Práce, Praha 1951, román vycházel na pokračování jako příloha svazků edice Románové novinky.
- Tajuplný ostrov, SNDK, Praha 1952, přeložil Václav Netušil, grafická úprava Jiří Blažek, znovu 1957, 1960 a 1964.
- Tajuplný ostrov, Mladá fronta, Praha 1961, přeložil Benjamin Jedlička,
- Tajuplný ostrov, SPN, Praha 1965, přeložil Václav Netušil, grafická úprava Jiří Blažek, znovu 1966.
- Tajuplný ostrov, Albatros, Praha 1969, přeložil Václav Netušil, znovu 1974, 1978, 1984 a 1988 a Sfinga, Ostrava 1995.
- Tajuplný ostrov, Návrat, Brno 2000, přeložil A. Koudelka, znovu 2007.
- Tajuplný ostrov, Albatros, Praha 2009, převyprávěl Ondřej Neff, znovu 2014.
- Tajuplný ostrov, Omega, Praha 2018 , přeložil A. Koudelka.